# ヨアン・ペテル・クリアーノ
ヨアン・ペテル・クリアーノ（Ioan Petru Culianu, 1950年1月5日 – 1991年4月15日）は、ルーマニア出身の宗教学者、文化史家、思想史家、哲学者、エッセイスト、短編作家。グノーシス(主義)とルネサンス期の呪術を研究した。

## 経歴
1950年にルーマニア第2の都市イアーシで生まれた。父のセルギウ-アンドレイ・クリアーヌ(1904–1964年)は法律家で教員、母のエレーナ・クリアーヌ(1907–2000年)はアレクサンドル・ヨアン・クザ大学(ヤシ大学)の化学教授であった。ブカレスト大学に入学して1972年5月に卒業。イタリア文学とイタリア語を専攻し、イタリア・ペルージャに留学し、そのままイタリアに亡命した。その後、ミラノにあるサクロ・クオーレ・カトリック大学（カトリック聖心大学）で学び、1975年11月に卒業した。
フランスに短期間住み、1976年から1985年にはオランダのフローニンゲン大学で教えた。ソルボンヌ大学で宗教史学者ミシェル・メスリンの指導を受け、1987年1月に学位論文Recherches sur les dualismes d'Occident. Analyse de leurs principaux mythes(西洋二元論に関する研究―二元論的思考体系の分析―)を提出して博士号を取得した。これは彼にとって2つ目の学位であった。

1986年、ヨーロッパを離れてアメリカへ渡る。シカゴ大学の客員教授となって神学を教え、後にシカゴ大学教授となった。また、フローニンゲン大学でルーマニア文化史の講師もつとめた。1991年4月15日にシカゴ大学構内で遺体となって発見された。その死は暗殺とされており、その理由はルーマニアの政治を批判したためと推測されている。

## 研究内容・業績
- 3つの大学の博士号を持ち、6つの言語を使いこなして、ルネサンス期の呪術と神秘主義を専門分野とした。
- オカルト、エロス、呪術、精神、歴史の相互関係に関する独創的で影響力の大きい著書・研究書を残した。
- 著名な宗教学者ミルチャ・エリアーデに師事し、彼の協力者、後継者というべき存在であった。後に自らもその後継者と自負しており、また周りからもそう目されていた。
- 宗教学者としての研究論文以外に、フィクション作品や政治に関する記事を執筆している。

## 著作（各国語版）
- 『ルネサンスのエロスと魔術 想像界の光芒』桂芳樹 訳、工作舎、1991年 ISBN 487-5021887
  - Éros et Magie à la Renaissance. 1484, Paris, Flammarion, 1984
  - Eros and Magic in the Renaissance, Chicago, University of Chicago Press, 1987
  - Eros e magia nel Rinascimento: La congiunzione astrologica del 1484, Milano, Il Saggiatore - A. Mondadori, 1987
  - Eros şi magie în Renaştere. 1484, Bucureşti, Nemira, 1994, 1999(2); Iaşi, Polirom, 2003(3)
  - Eros y magia en el Renacimiento. 1484, Madrid, Ediciones Siruela, 1999
- 『霊魂離脱(エクスタシス)とグノーシス』桂芳樹 訳、岩波書店、2009年 ISBN 400-0222791
- 『異界への旅　世界のシャーマニズムから臨死体験まで』桂芳樹 訳、工作舎、2021年 ISBN 487-5025319

日本語文献
- 『エリアーデ 世界宗教事典』エリアーデとの共編、奥山倫明訳、せりか書房、1994年
- エリアーデ原案『世界宗教史4　諸世界の邂逅から現代まで』クリアーヌほか編、奥山倫明・木塚隆志・深沢英隆訳

筑摩書房、1998年／「世界宗教史 7・8」ちくま学芸文庫、2000年
- 奥山史亮『エリアーデの思想と亡命 クリアーヌとの関係において』 北海道大学出版会、2012年
- 『エリアーデ＝クリアーヌ往復書簡』ダン・ペトレスクほか編、佐々木啓・奥山倫明訳、慶應義塾大学出版会、2015年